# Lucius Valerius Poplicola Balbinus Maximus
Lucius Valerius Poplicola Balbinus Maximus war ein römischer Politiker und Senator des 3. Jahrhunderts n. Chr. 
Balbinus Maximus’ Ämterlaufbahn ist durch drei Inschriften überliefert worden. Er begann seine Laufbahn als sevir equitum Romanorum (Führer einer Schwadron römischer Ritter); danach war er triumvir capitalis (Vorsteher der Gefängnisse). Es folgten die Quaestur als Kandidat des Kaisers und die Praetur, ebenfalls als Kandidat des Kaisers, wo er als praetor tutelaris verantwortlich für Fragen in der Vormundschaft war (vor 240). Es folgte die Legatur in der Provinz Asia. 
Im Jahr 253 wurde Balbinus Maximus zusammen mit Kaiser Volusianus ordentlicher Konsul. Wohl nach seinem Konsulat hatte er in der Priesterschaft der Laurentes Lavinates das Amt des curator rei publicae Laurentium Lavinatium inne. Als curator aquarum et Miniciae war Balbinus Maximus verantwortlich für die Wasserversorgung (Instandhaltung der Aquädukte) und die Getreideversorgung Roms. Danach war er praefectus alimentorum viae Flaminiae (Präfekt für die Versorgung bedürftiger Städte entlang der Via Flaminia). Balbinus Maximus war Mitglied des Priesterkollegiums der Quindecimviri sacris faciundis.
Balbinus Maximus war wohl ein Sohn des zweimaligen Konsuls Lucius Valerius Maximus.